# Schimb teritorial între Republica Moldova și Ucraina

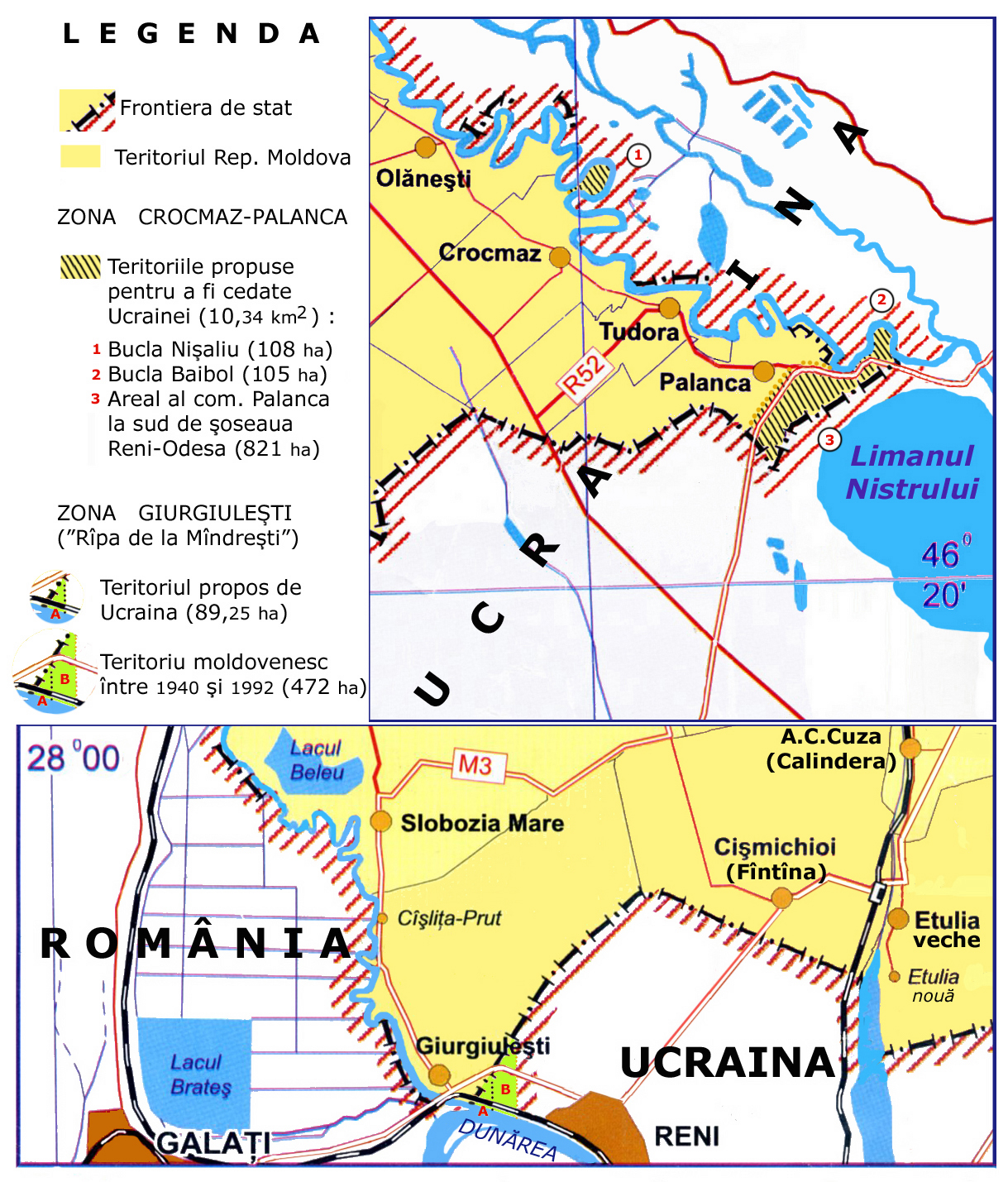
La Crocmaz bucla Nișaliu de la Nistru, la Palanca șoseaua Odesa-Reni (cu dungi negre), și la Giurgiulești rîpa de la Mîndrești pe Dunăre (verde) sunt teritoriile propuse pentru un eventual schimb teritorial.

Deși tratatul bilateral moldo-ucrainean din 23 octombrie 1992 nu făcea nici o referire la un eventual schimb de teritorii între cele două state, un schimb teritorial între Republica Moldova și Ucraina propus în 1997 și studiat în 1999 a fost consemnat într-un proiect de protocol adițional în 2001, deoarece frontiera între Republica Moldova și Ucraina nu lasă decât 340 m de mal dunărean Republicii Moldova și taie, la Palanca, șoseaua ucraineană Reni–Odesa. Aplicarea concretă pe teren a fost însă întârziată, dat fiind că statutul unuia din teritoriile date în schimb, anume „Rîpa de la Mîndrești” de lângă Giurgiulești, nu este lămurit.

## Amănunte
Protocolul adițional al tratatului bilateral moldo-ucrainean din 23 octombrie 1992 a fost semnat în 1999 de către deputatul Vasile Șova, reprezentantul moldovean, și ministrul de externe Petro Poroșenko, reprezentantul ucrainean, și dispune că: 
|  | Republica Moldova îi va transfera Ucrainei terenul inclus în bucla fluvială Nișaliu situată în raza comunei Crocmaz (107,7 ha), sectorul șoselei Reni–Odesa situat în raza comunei Palanca cu o lungime de 7,77 km, o lățime de 23 m și o suprafață de 18 ha, cu subsolul corespunzător, precum și părțile din moșia comunală situate la sud de șosea, anume Piscicola, Pășunea, Abdiv și Baibol (9,26 kmp), formând în total 10,5 kmp, în schimbul unui teritoriu corespunzător situat între comunele Giurgiulești din Republica Moldova și Reni din Ucraina, teritoriu comportând o porțiune de mal de-a lungul fluviului Dunărea. |

Aplicarea pe teren a protocolului este blocată, deoarece teritoriul ucrainean denumit „Rîpa de la Mîndrești” situat la răsărit de Giurgiulești are un statut nedefinit. Conform poziției ucrainene, este un teritoriu ucrainean ce poate fi cedat Republicii Moldova în schimbul teritoriilor situate în raza comunelor Crocmaz și Palanca. Potrivit dreptului internațional însă, „Rîpa de la Mîndrești” este de jure deja un teritoriu moldovenesc, dat fiind că din august 1940 (când a fost stabilită frontiera între RSSM și RSSU în cadrul Uniunii Sovietice) până în 1992 (când s-au întâlnit premierii moldovean și ucrainean Valeriu Muravschi și Pavel Lazarenko) frontiera trecea la est de „Rîpa de la Mîndrești”, ce făcea parte din raza comunei Giurgiulești. Iar schimbarea din 1992 nu a fost consemnată prin nici un protocol, acord sau proces-verbal. Din aceste motive, teritoriul propus la schimb de Ucraina, cu o întindere de 89,25 ha și 430 m de mal dunărean, este după dreptul internațional parte a unui teritoriu mai mare, cu o întindere de 4,7 kmp și 1.237 m de mal dunărean, deja moldovenesc; teritoriu a cărui întindere este, oricum, inferioară celor 10,5 kmp pe care guvernul moldovean ar ceda Ucrainei.  
Din vara lui 2011 până în noiembrie 2012 autoritățile moldovene și cele ucrainene au lucrat la găsirea de soluții la litigiul ce a avut ca obiect Palanca și Giurgiulești, reușind în final, sub coordonarea ambasadorului moldovean Ion Stăvilă, să-i pună capăt prin menținerea unui „statu-quo”  teritorial cu drepturi de circulație rutieră la Palanca și fluvială la Giurgiulești.

## Vezi și
- Portul Giurgiulești
- Palanca, Ștefan Vodă
- Frontiera între Republica Moldova și Ucraina